# 29-й меридиан восточной долготы
29-й меридиан восточной долготы — линия долготы, отстоящая от Гринвичского меридиана на 29
градусов к востоку, проходящая от Северного полюса
через Северный Ледовитый океан, Индийский океан, Европу, Африку, Южный океан и
Антарктиду к Южному полюсу и образующая ортодромию со
151-м меридианом западной долготы.

## Детали
По меридиану проходит граница спорного района Абьей (между Суданом и Южным Суданом. 
По меридиану также проходила граница между Египтом и Ливией во времена Оттоманской империи; современная граница — по 25-му меридиану — была установлена Британской империей (за счёт итальянской Ливии) в начале XX века.
Граница вдоль меридиана была размечена в 1926—1927 годах, причём исключительно на бумаге[уточнить].
В 1897 году вдоль меридиана совершил свою поездку вглубь Африки на юг от озера Мверу миссионер Дан Кроуфорд (en:Dan Crawford (missionary)).

## Объекты на меридиане
- Меридиан проходит рядом со Стамбулом.